# Zapoteeks
Het Zapoteeks (Zapoteeks: Diidzaj, Didxazá, Dí'z-tè' ) is een taal uit de Oto-Manguetaalfamilie. Het Zapoteeks wordt gesproken door de Zapoteken, die in het zuiden van Mexico leven. Veel taalkundigen zien het Zapoteeks als dialectcontinuüm of zelfs als taalfamilie in plaats van als taal, maar om praktische redenen wordt het vaak als één taal gezien. In totaal hebben de verschillende dialecten van het Zapoteeks 410.901 sprekers (2005).

## Classificatie
Het Zapoteeks is een van de Oto-Manguetalen, die tot de oudste talen van Mexico hoort. Het valt onder de oostelijke subgroep van die taalfamilie, samen met onder andere het Mixteeks en het Triqui. De naaste verwanten van het Zapoteeks zijn het Chatino, het Solteeks en het Papabuco. Die laatste twee talen zijn naar alle waarschijnlijkheid uitgestorven.
Het Zapoteeks bestaat uit vier hoofdvariëteiten, die onderling vaak moeilijk verstaanbaar zijn: het Landengte-Zapoteeks dat gesproken wordt op de landengte van Tehuantepec, het Vallei-Zapoteeks dat gesproken wordt in de Centrale Dalen van Oaxaca, het Noord-Zapoteeks dat gesproken wordt in het gebergte ten noorden van Oaxaca-stad en het Zuid-Zapoteeks dat gesproken wordt in het gebergte ten zuiden van die stad. In het algemeen hebben het Landengte-Zapoteeks en het Vallei-Zapoteeks de beste overlevingskansen, deze variëteiten worden zelfs in steden gesproken waar de andere variëteiten vooral in plattelandsgemeenschappen worden gesproken. Het Landengte-Zapoteeks wijkt het sterkst af van de ander variëteiten.
De onderstaande tabel vergelijkt tien telwoorden in vier varianten van het Zapoteeks en het Chatino:
| Significado               | een        | twee          | drie          | vier          | vijf         | zes           | zeven       | acht          | negen | tien |
| ------------------------- | ---------- | ------------- | ------------- | ------------- | ------------ | ------------- | ----------- | ------------- | ----- | ---- |
| Noord-Zapoteeks (Xhon)    | to         | chope         | shone         | tape          | gayo'        | xope          | gaze        | xono'         | ga    | chi  |
| Zuid-Zapoteeks (Pochutla) | tib (tiba) | chop (choppa) | tzon (tzonna) | thap (thappa) | ga'y (ga'ya) | shop (shoppa) | gaz (gazza) | shon (shonna) | gye'  | tzi' |
| Landengte-Zapoteeks       | tobi       | chuppa        | chonna        | taapa         | gaayu'       | shoopa'       | gadxe       | shono         | ga'   | chii |
| Vallei-Zapoteeks (Mitla)  | tehb       | tyo'p         | chôn          | tahp          | gaî          | sho'p         | gáhdz       | shúhn         | gâ    | cû   |
| Chatino                   | ska23      | tukwa32       | snã32         | hakwa23       | ki'yu32      | skwa32        | kati21      | snũ23         | kaa2  | tii2 |

## Kenmerken
Het Zapoteeks is het eerst op schrift gesteld door de dominicaanse priester Fray Juan de Córdoba, die in 1578 een Zapoteeks woordenboek (Vocabulario en lengua zapoteca) en een grammaticale beschrijving (Arte de la lengua zapoteca) opstelde. Het Zapoteeks is tegenwoordig op het Nahuatl, Yucateeks Maya en Mixteeks na de meest gesproken inheemse taal van Mexico met meer dan 400.000 sprekers. De meesten daarvan leven in Oaxaca, maar de taal wordt ook nog gesproken in emigrantengemeenschappen in Noord-Mexico en zelfs Californië. Er zijn radiostations in onder andere Oaxaca-stad, Guelatao de Juárez en Juchitán, en de taal wordt onderwezen in verschillende universiteiten in Mexico en de Verenigde Staten.
Het Zapoteeks staat bekend om zijn lastige uitspraak. De taal heeft een groot aantal dubbele medeklinkers en is een toontaal. De taal kent een VSO-volgorde en heeft een bijzonder gecompliceerd systeem van voornaamwoorden.